# Fonteinstraat
De Fonteinstraat is een straat in de Boeveriewijk van Brugge.

## Beschrijving
Oorspronkelijk heette deze zijstraat van de Boeveriestraat op West-Brugge het Neckerstraetkin. Bij het begin van de straat stond een waterput die men een 'nekker' of 'fontein' noemde. Karel Verschelde, hierin bijgetreden door Frans Debrabandere is van oordeel dat 'nekker' hier de betekenis had van waterduivel. Vanwege het volksgeloof in waterduivels komen veel waterputten, poelen, bruggen enz. voor met de naam 'Necker' in hun naam.
In 1580 vermeldt het kadaster Fontein- ofte Neckerstraetkin, aanwijzing dat de eerste naam stilaan de oorspronkelijke aan het verdringen was.
De Fonteinstraat loopt van de Boeveriestraat naar de Hendrik Consciencelaan.